# Titus Bramble
Titus Malachi Bramble (født 21. juli 1981 i Ipswich, England) er en engelsk fodboldspiller, der spiller som midterforsvarer hos Stowmarket Town. Tidligere har han spillet for Ipswich Town i sin fødeby, Newcastle United, Wigan Athletic, Sunderland samt på lejeophold hos den lavere rangerende klub Colchester United. Titus har trukket sig fra professionel fodbold i en alder af blot 32 år.

## Landshold
Bramble har (pr. april 2018) endnu ikke optrådt for Englands A-landshold, men spillede mellem 2000 og 2002 ti kampe for landets U-21 hold.